# تامار أميلاخوري
تامار أميلاخوري (بالجورجية: თამარ ამილახორი) كانت امرأة نبيلة جورجية من القرن السابع عشر من عائلة أميلاخوري ومحظية مفضلة للملك الصفوي عباس الأول ملك فارس (حكم من 1588 إلى 1629).
كانت تامار ابنة فرامارز أميلاخوري وأخت عبد الغفار أميلاخوري. في حوالي عام 1619، وبعد أن أمر عباس الأول حوالي 40 ألف عائلة مهاجرة من جورجيا وأرمينيا في فرح آباد بإجراء مراسم عيد الظهور الإلهي، تبرعت تامار بحوالي 30 ألف تومان لبناء " ممر ممهد لكل أنواع الطقس إلى فرح آباد". أهدت هذا العمل إلى الله كهدية لصحة عباس الأول.